# Рагонья
Рагонья, Раґонья (італ. Ragogna) — муніципалітет в Італії, у регіоні Фріулі-Венеція-Джулія,  провінція Удіне.
Рагонья розташована на відстані близько 480 км на північ від Рима, 90 км на північний захід від Трієста, 24 км на північний захід від Удіне.
Населення — 2940 осіб (2014).
Щорічний фестиваль відбувається 25 липня. 

## Демографія
Населення за роками:

Станом на 1 січня 2023 року в муніципалітеті офіційно проживало 116 іноземців з 29 країн, серед них 72 громадяни країн Євросоюзу та 5 громадян України.

## Сусідні муніципалітети
- Форгарія-нель-Фріулі
- Пінцано-аль-Тальяменто
- Сан-Данієле-дель-Фріулі